# Lent

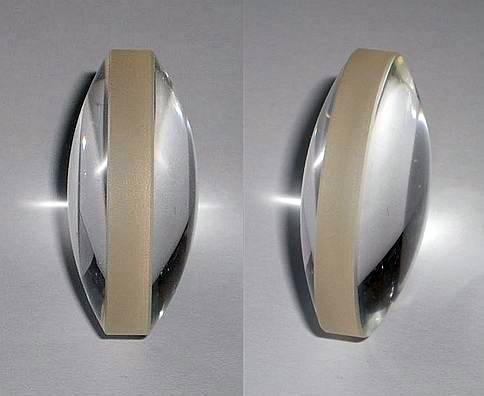
Lent

Una lent és un dispositiu, tradicionalment en vidre, destinat a fer convergir o divergir la llum; en altres paraules, és un sistema òptic, format per un medi o un objecte, que concentra o dispersa raigs de llum. La paraula lent prové del llatí lentis que significa "llentia", i així s'anomenà les lents òptiques per la similitud amb la forma de la llentia. Al segle xiv van començar a fabricar-se petits discs de vidre que podien muntar-se sobre un marc. Van ser les primeres ulleres de lectura.
D'una manera més detallada poden definir una lent com un sistema òptic format per dues superfícies refringents no paral·leles amb un eix comú, anomenat eix principal, una de les quals, almenys, és corba. Els raigs de llum que, procedents d'un objecte, travessen la lent són desviats de llur trajectòria original i donen lloc a una imatge les característiques de la qual depenen del tipus de lent i de la posició relativa de l'objecte i la lent.

## Història

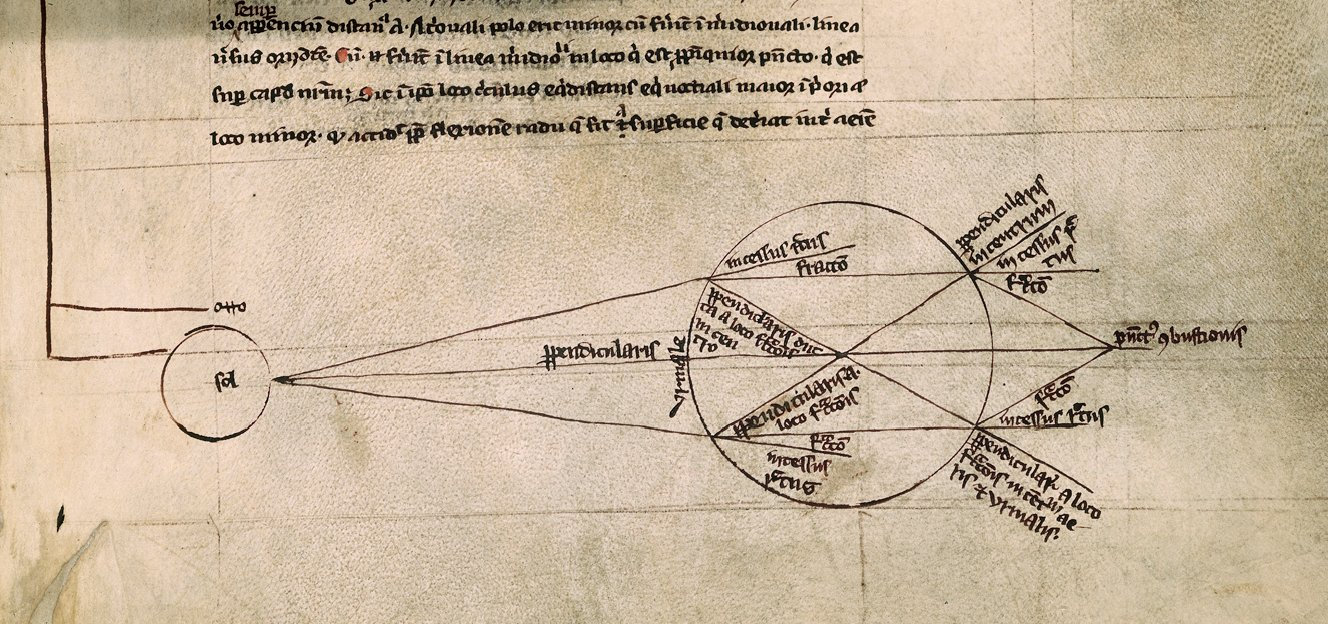
La llum es refracta per un recipient de vidre esfèric ple d'aigua. Roger Bacon, segle XIII

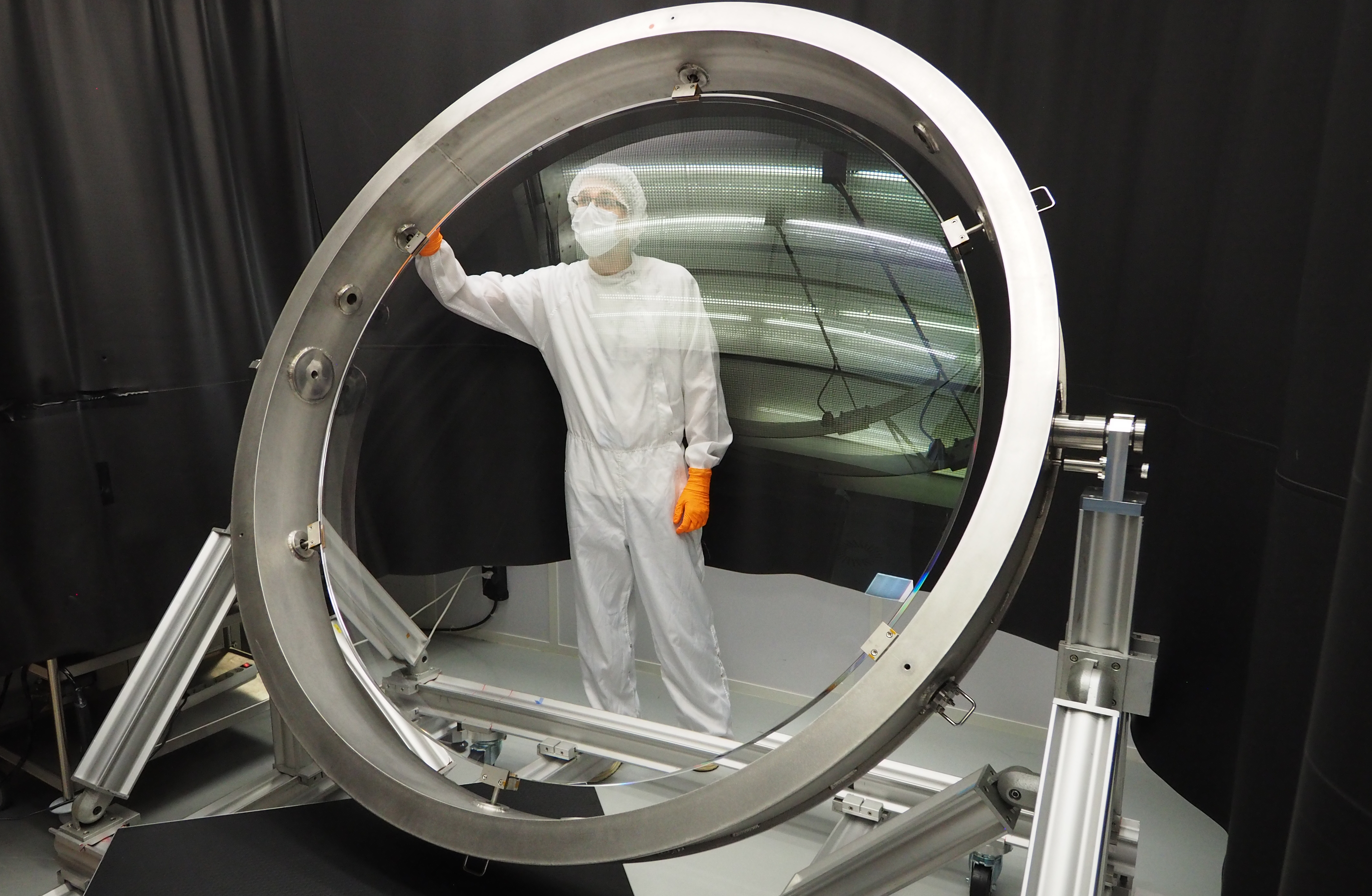
Lent per al LSST, un telescopi de prospecció del cel previst

La paraula lent ve de lēns, el nom llatí de la lentia (llavor d'una planta de llentia), perquè una lent doble convexa té forma de llentia. La llentia també dona nom a una figura geomètrica.
Alguns estudiosos argumenten que les proves arqueològiques indiquen que hi va haver un ús generalitzat de lents a l'antiguitat, que abasta diversos mil·lennis. L'anomenada lent de Nimrud és un artefacte de cristall de roca datat al segle VII aC que pot haver estat utilitzat o no com a lupa o vidre encesa. Altres han suggerit que certs jeroglífics egipcis representen "lents meniscals de vidre simples".
La referència certa més antiga a l'ús de lents és de l'obra d'Aristòfanes Els núvols (424 aC) que esmenta un vidre ardent.
Plini el Vell (segle i) confirma que els vidres ardents eren coneguts a l'època romana.
Plini també té la referència més antiga coneguda a l'ús d'una lent correctora quan esmenta que es deia que Neró mirava els jocs dels gladiadors utilitzant una maragda (presumiblement còncava per corregir la miopia, encara que la referència és vaga). Tant Plini com Sèneca el Jove (3 aC–65 dC) van descriure l'efecte d'augment d'un globus de vidre ple d'aigua.
Ptolemeu (segle II) va escriure un llibre sobre Òptica, que tanmateix només sobreviu en la traducció llatina d'una traducció àrab incompleta i molt pobra.
El llibre, però, va ser rebut pels estudiosos medievals del món islàmic, i comentat per Ibn Sahl (segle X), que al seu torn va ser millorat per Alhazen (Llibre d'òptica, segle XI). La traducció àrab de l'Òptica de Ptolemeu va estar disponible en traducció llatina al segle XII (Eugeni de Palerm 1154). Entre els segles XI i XIII es van inventar les "pedres de lectura". Aquestes eren primitives lents plano-convexes fetes inicialment tallant una esfera de vidre per la meitat. Les lents de Visby de cristall de roca medieval (segles XI o XII) poden haver estat pensades o no per utilitzar-les com a ulleres ardents.
Les ulleres es van inventar com una millora de les "pedres de lectura" de l'època alt medieval al nord d'Itàlia a la segona meitat del segle XIII. Aquest va ser l'inici de la indústria òptica de rectificar i polir lents per a ulleres, primer a Venècia i Florència a finals del segle xiii, i més tard als centres de fabricació d'espectacles tant als Països Baixos com a Alemanya.
Els fabricants d'ulleres van crear tipus millorats de lents per a la correcció de la visió basant-se més en el coneixement empíric obtingut de l'observació dels efectes de les lents (probablement sense el coneixement de la teoria òptica rudimentària del dia). El desenvolupament pràctic i l'experimentació amb les lents van portar a la invenció del microscopi òptic compost cap al 1595, i el telescopi refractant el 1608, tots dos van aparèixer als centres de fabricació d'ulleres dels Països Baixos.
Amb la invenció del telescopi i el microscopi hi va haver una gran experimentació amb les formes de les lents als segles XVII i principis del XVIII per part d'aquells que intentaven corregir els errors cromàtics observats a les lents. Els òptics van intentar construir lents de diferents formes de curvatura, assumint erròniament que els errors sorgien de defectes en la figura esfèrica de les seves superfícies. La teoria òptica sobre la refracció i l'experimentació mostraven que cap lent d'un sol element podria centrar tots els colors. Això va portar a la invenció de la lent acromàtica composta per Chester Moore Hall a Anglaterra el 1733, una invenció també reivindicada pel seu compatriota John Dollond en una patent de 1758.

## Tipus de lents

Tipus de lents.

Les lents poden ser menys més amples en el centre que en els extrems. Es parla de lents convergents, perquè el raig de llum que hi incideix es concentra, convergeix, en un punt; Les lents convergents són més gruixudes en el centre que no pas en els extrems. N'hi ha de tres tipus: biconvexes, concavoconvexes i planoconvexes. Aquestes lents fan convergir els raigs paral·lels en un punt anomenat focus.
Per altra banda, les lents divergents són més gruixudes en els extrems que en el centre. Els raigs de llum divergeixen d’un punt virtual, que es coneix com a focus principal o punt focal. A més, la longitud entre el punt focal i el centre de la lent s'anomena distància focal. D'aquesta manera, les seves prolongacions convergeixen al focus imatge que hi ha a l'esquerra de la lent.
Les lents més comunes es basen en el diferent grau de refracció que experimenten els raigs de llum en incidir en punts diferents de la lent. Les més conegudes són les que s'utilitzen per a corregir els problemes de visió, com les ulleres i les lents de contacte. També s'usen lents, o combinacions de lents i miralls, en telescopis i microscopis. El primer telescopi astronòmic va ser construït per Galileo Galilei usant dues lents convergents.

### Altres tipus de lents
Existeixen també instruments capaços de fer convergir o divergir altres tipus d'ones electromagnètiques, que també són lents. Per exemple, en els microscopis electrònics les lents són de caràcter magnètic.
En astrofísica és possible observar fenòmens de lents gravitatòries quan la llum procedent d'objectes molt llunyans passa a prop d'objectes massius, corbant-se en la seva trajectòria.

### Lent de Luneburg
La lent de Luneburg consisteix en una lent que té la propietat de concentrar els raigs d'una ona plana incident en un punt de la seva superfície, diametralment oposat a la direcció d'incidència. Com l'esfera té simetria de revolució, la propietat es compleix amb independència de la direcció d'incidència. La lent és una esfera de radi r0, amb un índex de refracció que varia d'acord amb la llei següent:
{\displaystyle n={\sqrt {\epsilon }}={\sqrt {2-\left({\frac {r}{r_{0}}}\right)^{2}}}}
En el centre de l'esfera l'índex de refracció val {\displaystyle {\sqrt {2}}} i disminueix gradualment fins a la perifèria, on val 1.
En òptica és difícil aconseguir aquest control dels materials, però a freqüències de microones es pot fer si s'utilitzen lents de Lunenberg modificades com a reflectors retrodirectius com a radar: es recobreix la semiesfera posterior d'una lent de Lunenberg amb un material reflector, com per exemple alumini o coure, o així s'aconsegueix que l'ona incident i la reflectida tinguin la mateixa direcció.

### Lent artificial
Un altre tipus són les lents artificials, que són les que es construeixen amb materials artificials no homogenis, de manera que el seu comportament exhibeix índexs de refracció menors que la unitat, i així, per exemple, es tenen lents biconvexes divergents. També en aquest cas, aquest tipus de lents són útils en microones i només últimament s'han descrit materials amb aquesta propietat a longituds d'ona òptiques.

## La lent en la fotografia
Aquest dispositiu va ser aplicat com a peça dins la càmera estenopeica tan d'hora com es va conèixer la seva utilitat en l'àmbit fotogràfic. Aquest tipus de càmera plantejava alguns problemes; el temps d'exposició era massa larg, a vegades la nitidesa era insuficient i era impossible controlar amb exactitud l'enquadament.
Com a solució a aquesta situació, es col·locà la lent en el mateix lloc on hi trobariem l'estenop, però amb un orifici molt més gran. Aquest fet permet, a més a més d'un millor aprofitament de la intensitat lluminosa, que al mateix temps es mantingui la coorelació punt a punt entre l'objecte i la seva projecció en el pla focal. Tot i així, més endavant es trobarien altres dificultats en la utilització d'aquesta, com la creació d'aberracions cromàtiques (cercles de confusió), i una sobreexposició de la imatge.
Les lents úniques aplicades a una càmera han de ser convergents, tot i que algun objectiu concret o visor pot incloure alguna de divergent.

### Elements de les lents

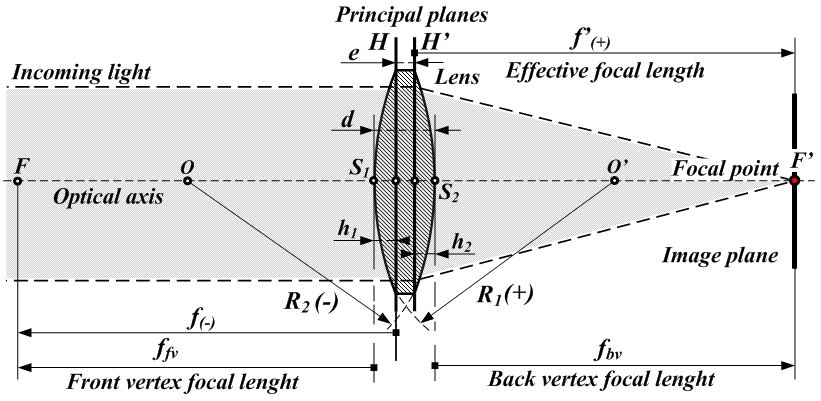
Elements de les lent.

Les lents tenen una sèrie d'elements bàsics que hem de conèixer abans de començar el seu estudi:
- Eix principal: l'eix que travessa les lents perpendicularment, es també el que només passen pel centre òptic.
- Centre òptic:  si és regular coincideix amb el centre geomètric de la lent. És el punt intern de la lent pel que tots els raigs de llum passen sense desviar-se.
- Focus principal :Quan els reigs de llum travessen la lent i pateixen un canvi de direcció segons líndex de refracció, convergint en un punt a on es mostra la imatge fotografiada.
- Distància focal  (f'): la distància des del focus al centre òptic.

### Formació d'imatges amb una lent
Per a determinar d'una forma entenedora la formació d'imatges amb una lent es tracen dos raigs de llum qualsevol del punt lluminós d'un objecte i la seva intersecció després de la refracció ocasionada per la lent, s'escullen dos raigs; un el què passa pel centre òptic, que no es desvia, i el que incideix en paral·lel al eix principal, que després de ser refractat passa pel focus; així ens donarà la imatge desitjada.
La mida d'una imatge dependrà de la mida de l'objecte, de la distància de l'objecte al centre òptic i de la distància focal de la lent.

## Aberracions
Les lents no produeixen imatges perfectes: sempre s'introdueix cert grau de distorsió o aberració que fa que la imatge sigui una rèplica imperfecta de l'objecte. És per això la gran importància d'un bon disseny del sistema de lents per a aplicacions particulars, ja que així es disminueix aquesta aberració.
Aquestes aberracions, que afecten la qualitat de la imatge, les podem trobar de diversos tipus: esfèrica, comatosa o cromàtica. A part de les mencionades anteriorment, podem trobar altres tipus d'aberracions com l'astigmatisme, la curvatura de camp, i la distorsió de barril i pincushion.

### Aberració esfèrica

Aberració esfèrica de lents

Es dona a causa de que les superfícies esfèriques no són la forma perfecta per a unes lents, però són la forma més fàcil en la que podem moldejar el vidre i, per tant, són bastant utilitzades. L'aberració esfèrica causa que els feixos de llum paral·lels, però allunyats, de l'eix de la lent s'enfoquin en un lloc lleugerament diferent al dels feixos més propers a l'eix. Aquest fenomen produeix un desenfocament de la imatge.
L'aberració esfèrica es pot minimitzar amb l'ús de formes normals de lents, triant acuradament les curvatures de la superfície per a una aplicació concreta. Un exemple pot ser l'ús d'una lent plana-convexa per a enfocar els feixos de llum col·limada, ja que produeix un punt focal més nítid quan s'utilitza amb el costat convex cap a la font del feix de llum.

### Aberració comatosa

Coma

La coma, o aberració comatosa, rep el seu nom per l'aparició d'una aberració en la imatge en forma de cometa. La coma es dona quan un objecte que es troba fora de l'eix òptic de les lents és captat, on els feixos atravessen les lents a un angle θ amb l'eix. Els feixos que passen a través del centre de la lent amb distància focal f s'enfoquen a un punt amb distància f tan θ de l'axis. Els feixos de llum que travessen els marges de les lents són enfocats en diferents punts, tant llunyans de l'eix (coma positiva) com propers (coma negativa). En general, un grup de feixos paral·lels que travessen les lents des d'una distància fixa del centre d'aquestes, s'enfoquen en la imatge amb una forma d'anell/cercle en el pla focal.
Tal com passa amb l'aberració esfèrica, la coma es pot minimitzar (i, en alguns casos, eliminar) escollint la curvatura de la superfície de les dues lents per a que es correspongui amb l'aplicació.

### Aberració cromàtica

Aberració cromàtica

L'aberració cromàtica es dona per la dispersió del material de les lents - la variació del seu l'índex refractiu, n, amb la longitud d'ona de la llum. De les fórmules anteriors, f depèn de n, de manera que podem deduir que la llum de diferents longituds d'ona s'enfoca en diferents posicions. L'aberració cromàtica d'una lent es veu com a dispersions de color al voltant de la imatge.
Aquest tipus d'aberració es pot minimitzar utilitzant un doblet acromàtic (o acromat) en el qual dos materials amb diferent dispersió s'uneixen per a formar una lent única. Això redueix la quantitat d'aberració cromàtica d'un determinat rang de longituds d'ona, però sense arribar a una correcció perfecta. L'ús d'aquests acromats va ser un gran pas a l'hora de desenvolupar el microscopi òptic.

Correcció de l'aberració amb doblets acromàtics

## Usos
Una única lent convexa muntada en un marc amb un mànec és una lupa.
Les lents s'utilitzen també com a pròtesi per a la correcció dels errors refractius com ara la miopia, l'hipermetropia o l'astigmatisme. Hi ha lents utilitzades per a altres motius que tenen simetria axial (les oculars ho són en aproximació). Normalment es fan per a encaixar en la forma d'un òval.
Altres usos poden ésser els monoculars, binoculars, telescopis, miscroscopis, càmeres i projectors. Alguns instruments produeixen una imatge virtual quan s'apliquen a l'ull humà, i d'altres produeixen una imatge real que es pot capturar en fotografia analògica o amb un sensor òptic. En aquests sistemes, les lents es fusionen amb miralls corvats per a generar un sistema catadriòptic, on l'aberració esfèrica corregeix l'aberració contrària al mirall.
Les lents s'han utilitzat com a miralls ustoris des de fa almenys 2400 anys per a fondre o incendiar objectes i substàncies. Això es produeix degut al gran mirall còncau que concentra en el seu focus els raigs solars o els d'un cos en combustió. Una aplicació moderna d'aquesta pràctica és l'ús de lents per a concentrar energia solar a les cel·les fotovoltaiques.
La radioastronomia i els sistemes de radar sovint utilitzen lents dielèctriques, conegudes com a Lens antenna, per a refractar radiació electromagnètica dins un col·lector antenna.

## La lent en l'ull humà

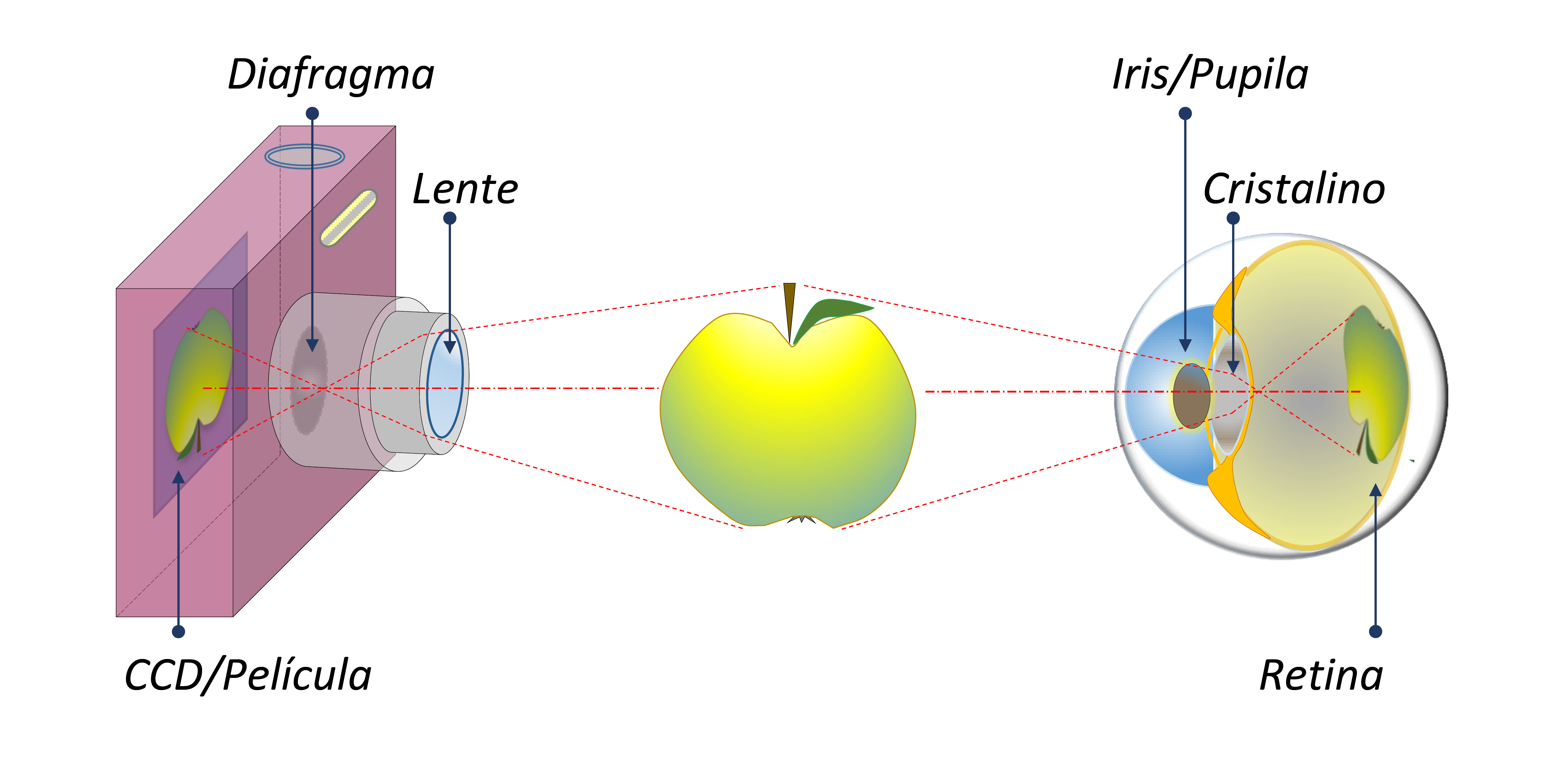
Similituds càmera fotogràfica i ulll humà

El sistema d'una càmera fotogràfica és molt similar al de l'ull humà. Molts dels components d'aquesta es corresponen amb els de l'ull. Per exemple, el diafragma és el substitut de l'iris, el Sensor CCD fa la meteixa funció que la retina i la sensibilitat d'aquesta correspondría a l'ISO.
Aquí ens fixarem en la semblança de la còrnia i el cristal·lí amb la lent d'una càmera. Aquests són lents que enfoquen tots els raigs de llum en un punt exacte de la retina, com la lent fa en el pla focal de l'instrument fotogràfic. El mal funcionament o disseny d'aquesta té com a conseqüència un mal enfocament de la imatge. De la meteixa manera, si la cornea no té la curvatura adequada es produeix miopía o hipermetroía.
La distància entre el cristal·lí i la retina equival a la distància focal d'un objectiu.